# Gigean
Gigean [ ʒi.ʒɑ̃] (en occitan Gijan [ d͡ʒi.'d͡ʒan]) est une commune française située dans l'est du département de l'Hérault, en région Occitanie. Depuis le 31 décembre 2002, elle fait partie de la communauté d'agglomération Sète Agglopôle Méditerranée. Gigean fait également partie de l'unité urbaine de Sète.
Exposée à un climat méditerranéen, elle est drainée par la Vène, le Rieu Tord, le ruisseau des Combes et par deux autres cours d'eau. La commune possède un patrimoine naturel remarquable : un site Natura 2000 (la « plaine de Fabrègues-Poussan ») et trois zones naturelles d'intérêt écologique, faunistique et floristique. 
Ses habitants sont appelés les Gigeannais.
Gigean est une commune urbaine qui compte 6 559 habitants en 2022, après avoir connu une forte hausse de la population depuis 1962. Elle est dans l'agglomération de Sète et fait partie de l'aire d'attraction de Montpellier. Ses habitants sont appelés les Gigeannais ou  Gigeannaises.

## Géographie

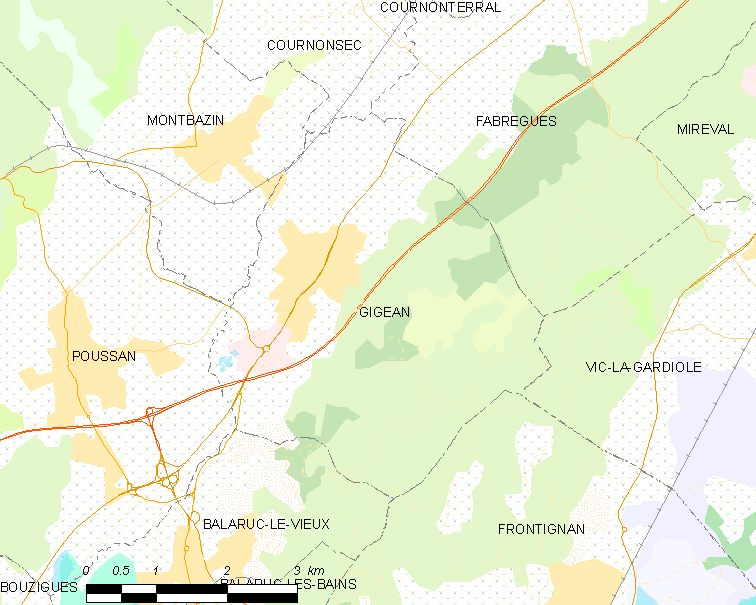
Carte.

Gigean est entourée par l'étang de Thau à l'ouest, le massif de la Gardiole au sud et par une plaine viticole, qui va des collines de la Moure jusqu’à la périphérie de Montpellier.
Gigean se trouve à 18 km de Montpellier et à 14 km de Sète.
L’échangeur de l’autoroute A9 est à 2 km, celui de l’autoroute A75 est à 33 km (Clermont-l'Hérault).
Le village est traversé par la Vène.
Le climat est méditerranéen, chaud et sec l’été, doux l’hiver. Les précipitations sont abondantes voire violentes à l’automne.

### Communes limitrophes
| Montbazin        | Cournonsec | Fabrègues       |
| Poussan          | Gigean     | Vic-la-Gardiole |
| Balaruc-le-Vieux | Frontignan | Frontignan      |

### Climat
Pour des articles plus généraux, voir Climat de l'Occitanie et Climat de l'Hérault.
En 2010, le climat de la commune est de type climat méditerranéen franc, selon une étude s'appuyant sur une série de données couvrant la période 1971-2000. En 2020, Météo-France publie une typologie des climats de la France métropolitaine dans laquelle la commune est exposée à un climat méditerranéen et est dans la région climatique  Provence, Languedoc-Roussillon, caractérisée par une pluviométrie faible en été, un très bon ensoleillement (2 600 h/an), un été chaud (21,5 °C), un air très sec en été, sec en toutes saisons, des vents forts (fréquence de 40 à 50 % de vents > 5 m/s) et peu de brouillards.
Pour la période 1971-2000, la température annuelle moyenne est de 14,8 °C, avec une amplitude thermique annuelle de 16,2 °C. Le cumul annuel moyen de précipitations est de 817 mm, avec 6,9 jours de précipitations en janvier et 2,5 jours en juillet. Pour la période 1991-2020, la température moyenne annuelle observée sur la station météorologique la plus proche, située sur la commune de Sète à 11 km à vol d'oiseau, est de 15,9 °C et le cumul annuel moyen de précipitations est de 543,4 mm,. Pour l'avenir, les paramètres climatiques de la commune estimés pour 2050 selon différents scénarios d'émission de gaz à effet de serre sont consultables sur un site dédié publié par Météo-France en novembre 2022.

### Milieux naturels et biodiversité

#### Réseau Natura 2000

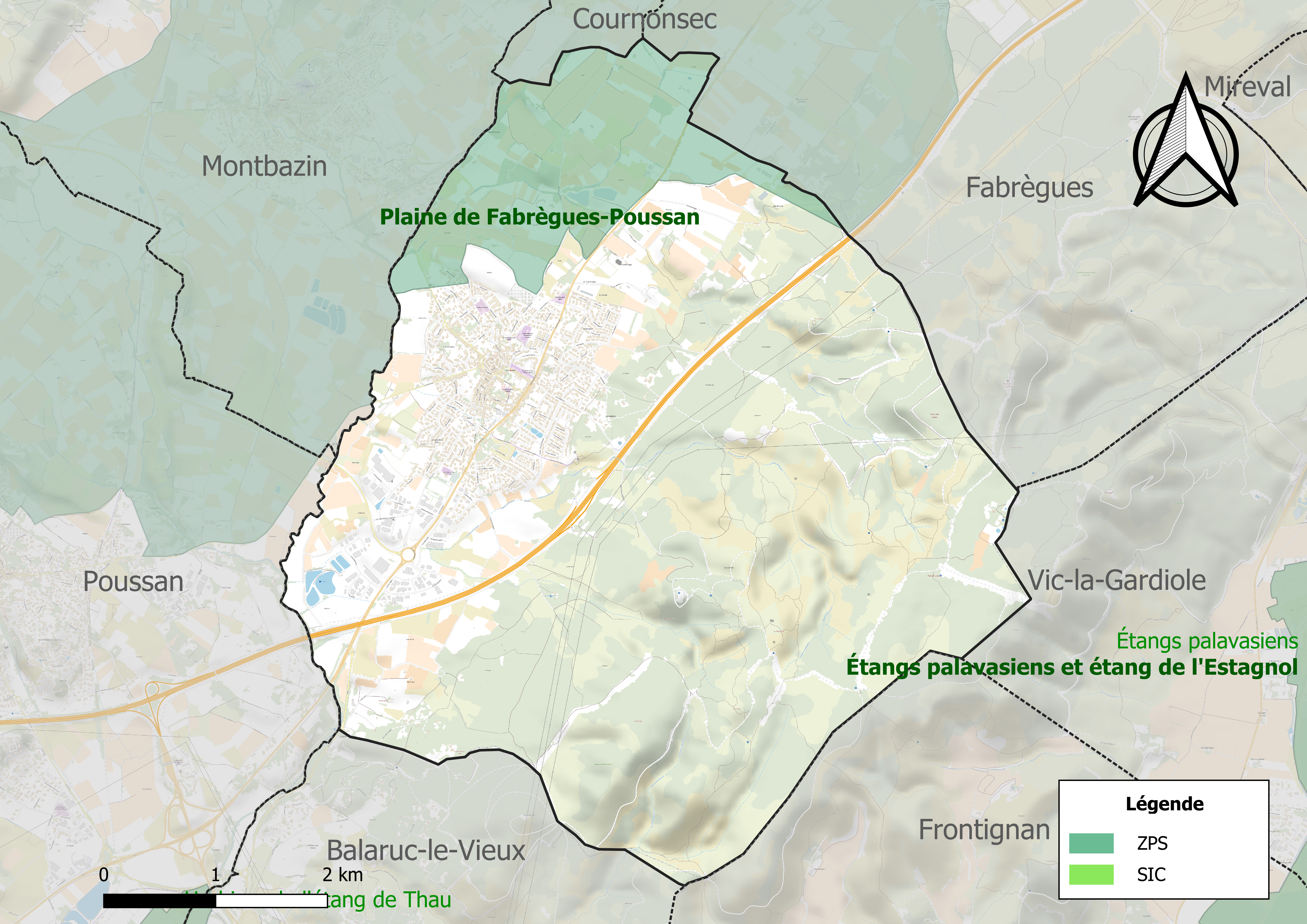
Sites Natura 2000 sur le territoire communal.

Le réseau Natura 2000 est un réseau écologique européen de sites naturels d'intérêt écologique élaboré à partir des directives habitats et oiseaux, constitué de zones spéciales de conservation (ZSC) et de zones de protection spéciale (ZPS).
Un site Natura 2000 a été défini sur la commune au titre  de la directive oiseaux : la ZPS de la « plaine de Fabrègues-Poussan », d'une superficie de 3 288 ha sur les mêmes communes que la ZNIEFF du même nom. Le couvert du terrain est composé de 52 % de plantations d'arbres à dominante de vignes mais incluant aussi des vergers et dehesas, 25 % d'autres terres arables, et six autres types d'occupation de terrain (forêts, pelouses, etc). L'ensemble de zones cultivées, haies et petits bois, abrite l'une des dernières populations languedociennes de la pie-grièche à poitrine rose (Lanius minor) qui a fortement régressé en France ; le rollier d'Europe (Coracias garrulus) dont la répartition en France est quasiment limitée aux régions Provence-Alpes-Côte d’Azur et Languedoc-Roussillon ; et l'outarde canepetière (Tetrax tetrax), qui en France est cantonnée aux grandes plaines céréalières du Centre-Ouest et aux plaines méditerranéennes dans le Languedoc et en Provence. Le couvert est favorable à de nombreuses espèces d'oiseaux à forte valeur patrimoniale.

#### Zones naturelles d'intérêt écologique, faunistique et floristique
L’inventaire des zones naturelles d'intérêt écologique, faunistique et floristique (ZNIEFF) a pour objectif de réaliser une couverture des zones les plus intéressantes sur le plan écologique, essentiellement dans la perspective d’améliorer la connaissance du patrimoine naturel national et de fournir aux différents décideurs un outil d’aide à la prise en compte de l’environnement dans l’aménagement du territoire.
Une ZNIEFF de type 1 est recensée sur la commune :
les « garrigues de la Gardiole » (451 ha), couvrant 4 communes du département et deux ZNIEFF de type 2, : 
- la « montagne de la Gardiole » (5 289 ha), couvrant 10 communes du département[13] ;
- la « plaine de Fabrègues à Poussan » (3 330 ha), couvrant 8 communes du département[14].

Carte des ZNIEFF de type 1 et 2 à Gigean.
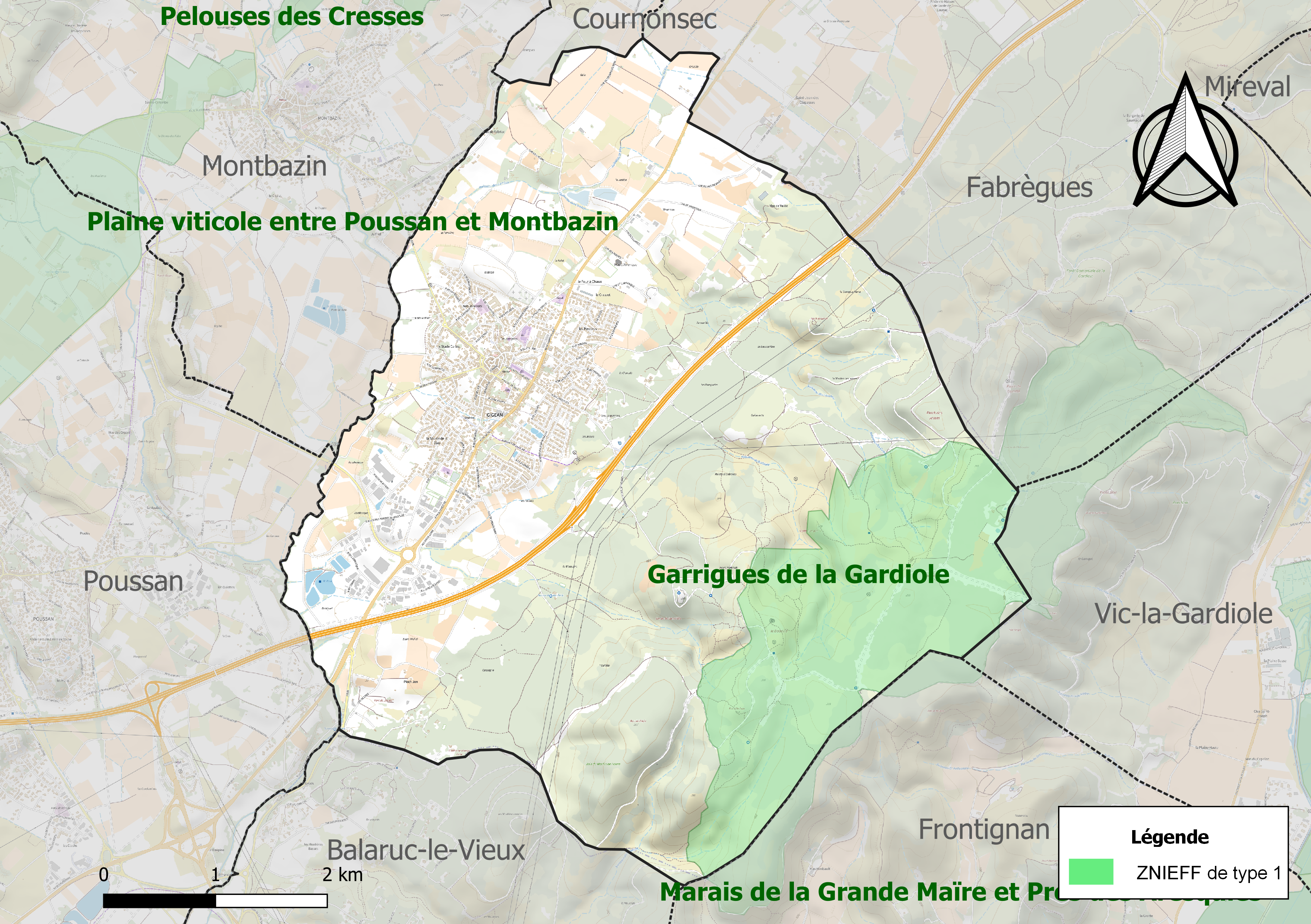
Carte de la ZNIEFF de type 1 sur la commune.
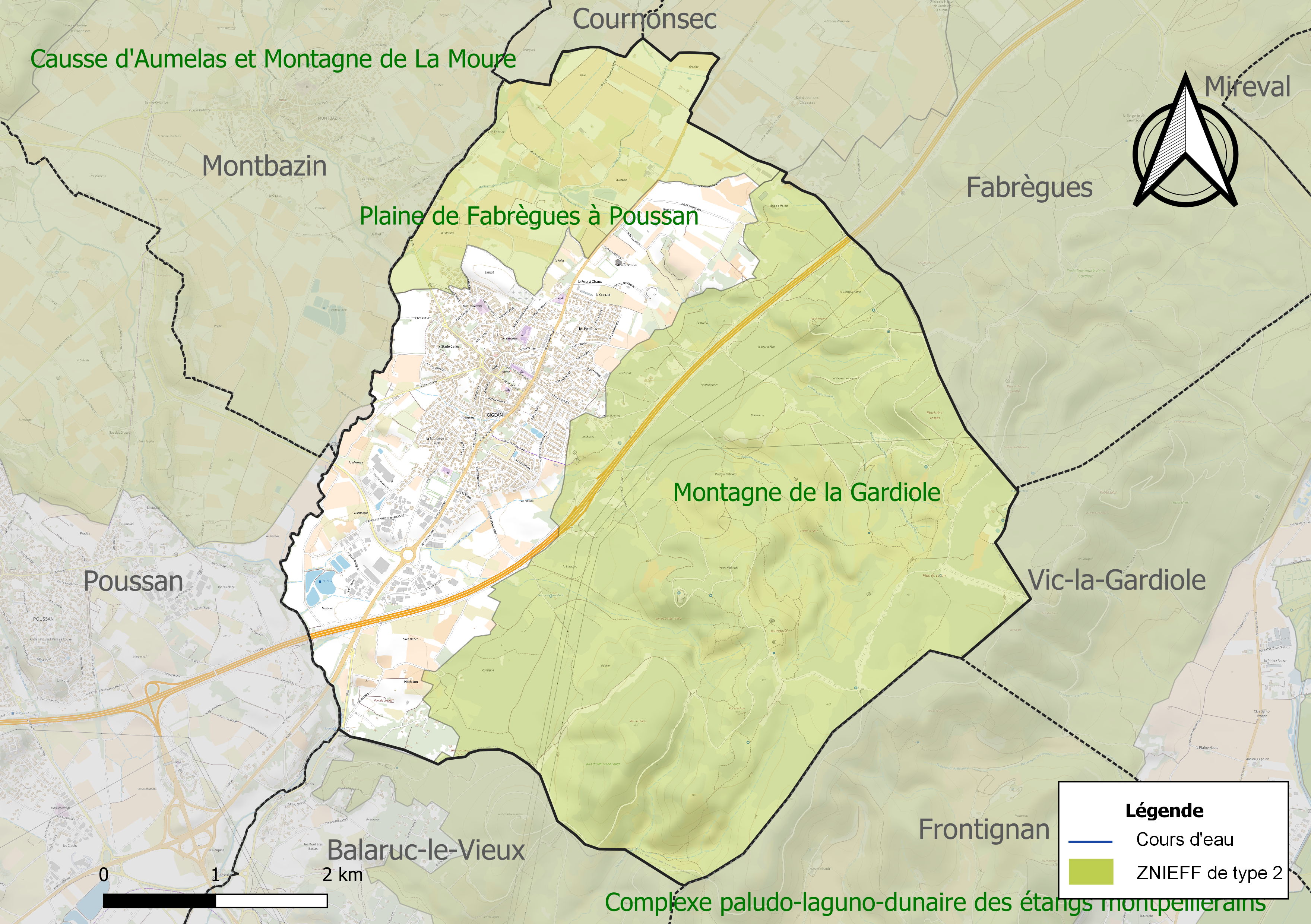
Carte des ZNIEFF de type 2 sur la commune.

## Urbanisme

### Typologie
Au 1er janvier 2024, Gigean est catégorisée petite ville, selon la nouvelle grille communale de densité à sept niveaux définie par l'Insee en 2022.
Elle appartient à l'unité urbaine de Sète, une agglomération intra-départementale regroupant sept  communes, dont elle est une commune de la banlieue,,. Par ailleurs la commune fait partie de l'aire d'attraction de Montpellier, dont elle est une commune de la couronne,. Cette aire, qui regroupe 161 communes, est catégorisée dans les aires de 700 000 habitants ou plus (hors Paris),.

### Occupation des sols
L'occupation des sols de la commune, telle qu'elle ressort de la base de données européenne d’occupation biophysique des sols Corine Land Cover (CLC), est marquée par l'importance des forêts et milieux semi-naturels (58,2 % en 2018), en augmentation par rapport à 1990 (47,2 %). La répartition détaillée en 2018 est la suivante : 
milieux à végétation arbustive et/ou herbacée (51,4 %), cultures permanentes (28,2 %), zones urbanisées (9,3 %), forêts (6,8 %), zones industrielles ou commerciales et réseaux de communication (3,5 %), zones agricoles hétérogènes (0,8 %). L'évolution de l’occupation des sols de la commune et de ses infrastructures peut être observée sur les différentes représentations cartographiques du territoire : la carte de Cassini (XVIIIe siècle), la carte d'état-major (1820-1866) et les cartes ou photos aériennes de l'IGN pour la période actuelle (1950 à aujourd'hui).

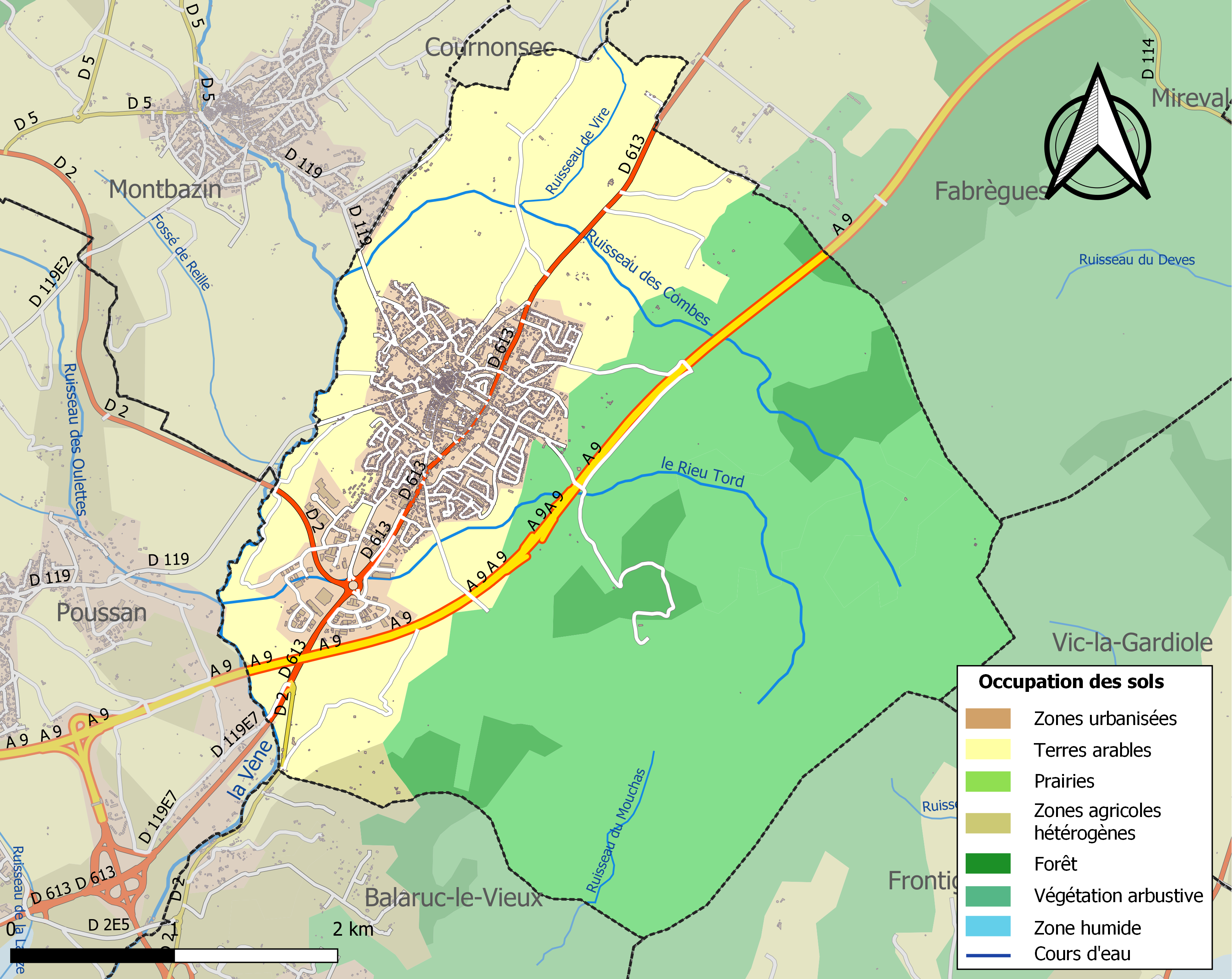
Carte des infrastructures et de l'occupation des sols de la commune en 2018 (CLC).

### Risques majeurs
Le territoire de la commune de Gigean est vulnérable à différents aléas naturels : météorologiques (tempête, orage, neige, grand froid, canicule ou sécheresse), inondations, feux de forêts et séisme (sismicité faible). Il est également exposé à deux risques technologiques,  le transport de matières dangereuses et  le risque industriel. Un site publié par le BRGM permet d'évaluer simplement et rapidement les risques d'un bien localisé soit par son adresse soit par le numéro de sa parcelle.

#### Risques naturels
La commune fait partie du territoire à risques importants d'inondation (TRI) de Sète, regroupant 8 communes exposées aux débordements de cours d’eau et à la submersion marine et par les étangs, un des 31 TRI qui ont été arrêtés fin 2012 sur le bassin Rhône-Méditerranée. Les événements significatifs antérieurs à 2019 sont les crues de 1937, de 1953 (Montbazin - La crue la plus importante de mémoire d’homme), de 1955, de 1963, de 1979, de 1987, la plus présente dans la mémoire collective, de 1997 (Balaruc-le-Vieux 80 cm à 1 m d’eau sur la route, Rue du camping au passage de l’Agau), de 2003 et d'automne 2014 (Plusieurs épisodes hydrométéorologiques notables se sont succédé sur l’arc méditerranéen causant des décès et des dégâts considérables). Des cartes des surfaces inondables ont été établies pour trois scénarios : fréquent (crue de temps de retour de 10 ans à 30 ans), moyen (temps de retour de 100 ans à 300 ans) et extrême (temps de retour de l'ordre de 1 000 ans, qui met en défaut tout système de protection). La commune a été reconnue en état de catastrophe naturelle au titre des dommages causés par les inondations et coulées de boue survenues en 1982, 1986, 1987, 1999, 2003 et 2019,.
Gigean est exposée au risque de feu de forêt. Un plan départemental de protection des forêts contre les incendies (PDPFCI) a été approuvé en juin 2013 et court jusqu'en 2022, où il doit être renouvelé. Les mesures individuelles de prévention contre les incendies sont précisées par deux arrêtés préfectoraux et s’appliquent dans les zones exposées aux incendies de forêt et à moins de 200 mètres de celles-ci. L’arrêté du 25 avril 2002 réglemente l'emploi du feu en interdisant notamment d’apporter du feu, de fumer et de jeter des mégots de cigarette dans les espaces sensibles et sur les voies qui les traversent sous peine de sanctions. L'arrêté du 11 mars 2013 rend le débroussaillement obligatoire, incombant au propriétaire ou ayant droit,.

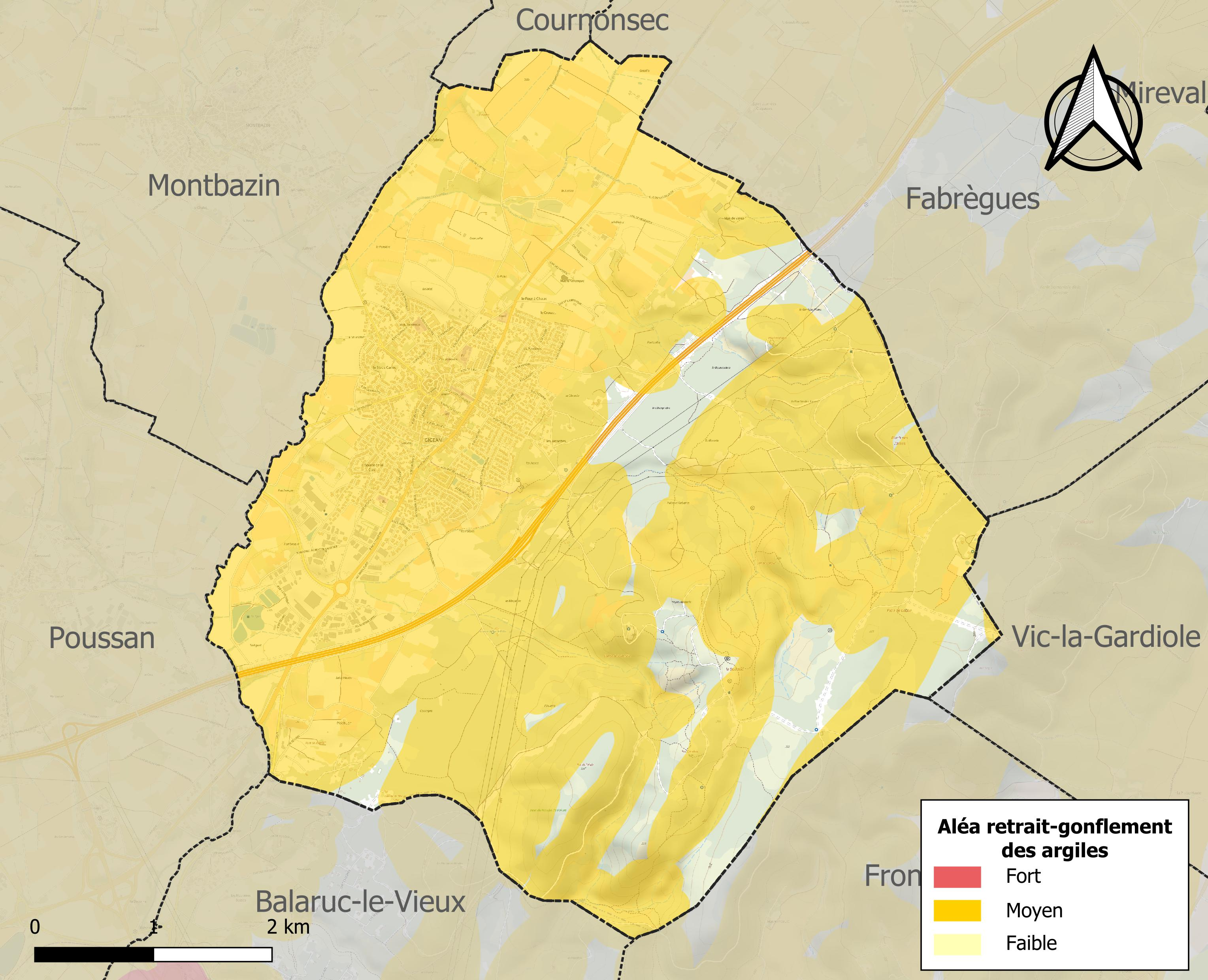
Carte des zones d'aléa retrait-gonflement des sols argileux de Gigean.

Le retrait-gonflement des sols argileux est susceptible d'engendrer des dommages importants aux bâtiments en cas d’alternance de périodes de sécheresse et de pluie. 86,9 % de la superficie communale est en aléa moyen ou fort (59,3 % au niveau départemental et 48,5 % au niveau national). Sur les 1 978 bâtiments dénombrés sur la commune en 2019, 1 974 sont en aléa moyen ou fort, soit 100 %, à comparer aux 85 % au niveau départemental et 54 % au niveau national. Une cartographie de l'exposition du territoire national au retrait gonflement des sols argileux est disponible sur le site du BRGM,.
Par ailleurs, afin de mieux appréhender le risque d’affaissement de terrain, l'inventaire national des cavités souterraines permet de localiser celles situées sur la commune.

#### Risques technologiques
La commune est exposée au risque industriel du fait de la présence sur son territoire d'une entreprise soumise à la directive européenne SEVESO.
Le risque de transport de matières dangereuses sur la commune est lié à sa traversée par des infrastructures routières ou ferroviaires importantes ou la présence d'une canalisation de transport d'hydrocarbures. Un accident se produisant sur de telles infrastructures est susceptible d’avoir des effets graves sur les biens, les personnes ou l'environnement, selon la nature du matériau transporté. Des dispositions d’urbanisme peuvent être préconisées en conséquence.

## Économie

### Revenus
En 2018, la commune compte 2 578 ménages fiscaux, regroupant 6 687 personnes. La médiane du revenu disponible par unité de consommation est de 20 970 € (20 330 € dans le département). 46 % des ménages fiscaux sont imposés (45,8 % dans le département).

### Emploi
|                | 2008   | 2013   | 2018  |
| -------------- | ------ | ------ | ----- |
| Commune        | 8,4 %  | 11,4 % | 8,1 % |
| Département    | 10,1 % | 11,9 % | 12 %  |
| France entière | 8,3 %  | 10 %   | 10 %  |

En 2018, la population âgée de 15 à 64 ans s'élève à 4 075 personnes, parmi lesquelles on compte 77,2 % d'actifs (69 % ayant un emploi et 8,1 % de chômeurs) et 22,8 % d'inactifs,. En  2018, le taux de chômage communal (au sens du recensement) des 15-64 ans est inférieur à celui de la France et du département, alors qu'en 2008 il était supérieur à celui de la France.
La commune fait partie de la couronne de l'aire d'attraction de Montpellier, du fait qu'au moins 15 % des actifs travaillent dans le pôle,. Elle compte 1 600 emplois en 2018, contre 1 489 en 2013 et 1 223 en 2008. Le nombre d'actifs ayant un emploi résidant dans la commune est de 2 855, soit un indicateur de concentration d'emploi de 56,1 % et un taux d'activité parmi les 15 ans ou plus de 62,6 %.
Sur ces 2 855 actifs de 15 ans ou plus ayant un emploi, 548 travaillent dans la commune, soit 19 % des habitants. Pour se rendre au travail, 88,6 % des habitants utilisent un véhicule personnel ou de fonction à quatre roues, 2,7 % les transports en commun, 5,9 % s'y rendent en deux-roues, à vélo ou à pied et 2,8 % n'ont pas besoin de transport (travail au domicile).

### Activités hors agriculture

#### Secteurs d'activités
612 établissements sont implantés  à Gigean au 31 décembre 2019. Le tableau ci-dessous en détaille le nombre par secteur d'activité et compare les ratios avec ceux du département,.
| Secteur d'activité                                                                                        | Commune | Commune | Département |
| Secteur d'activité                                                                                        | Nombre  | %       | %           |
| --- | ------- | ------- | ----------- |
| Ensemble                                                                                                  | 612     | 100 %   | (100 %)     |
| Industrie manufacturière, industries extractives et autres                                                | 49      | 8 %     | (6,7 %)     |
| Construction                                                                                              | 100     | 16,3 %  | (14,1 %)    |
| Commerce de gros et de détail, transports, hébergement et restauration                                    | 197     | 32,2 %  | (28 %)      |
| Information et communication                                                                              | 20      | 3,3 %   | (3,3 %)     |
| Activités financières et d'assurance                                                                      | 12      | 2 %     | (3,2 %)     |
| Activités immobilières                                                                                    | 20      | 3,3 %   | (5,3 %)     |
| Activités spécialisées, scientifiques et techniques et activités de services administratifs et de soutien | 73      | 11,9 %  | (17,1 %)    |
| Administration publique, enseignement, santé humaine et action sociale                                    | 83      | 13,6 %  | (14,2 %)    |
| Autres activités de services                                                                              | 58      | 9,5 %   | (8,1 %)     |

Le secteur du commerce de gros et de détail, des transports, de l'hébergement et de la restauration est prépondérant sur la commune puisqu'il représente 32,2 % du nombre total d'établissements de la commune (197 sur les 612 entreprises implantées  à Gigean), contre 28 % au niveau départemental.

#### Entreprises et commerces
Les cinq entreprises ayant leur siège social sur le territoire communal qui génèrent le plus de chiffre d'affaires en 2020 sont : 
- Maison Tino, fabrication de plats préparés (65 072 k€)
- Soc Auriac, commerce de gros (commerce interentreprises) de produits surgelés (31 131 k€)
- La Colombe, hébergement médicalisé pour personnes âgées (3 725 k€)
- Alimentation Sud Conseil, conseil pour les affaires et autres conseils de gestion (2 165 k€)
- Pgi, travaux de menuiserie bois et PVC (2 134 k€)

### Agriculture
La commune est dans la « Plaine viticole », une petite région agricole occupant la bande côtière du département de l'Hérault. En 2020, l'orientation technico-économique de l'agriculture  sur la commune est la viticulture.
|               | 1988 | 2000 | 2010 | 2020 |
| ------------- | ---- | ---- | ---- | ---- |
| Exploitations | 170  | 67   | 33   | 23   |
| SAU (ha)      | 513  | 360  | 257  | 513  |

Le nombre d'exploitations agricoles en activité et ayant leur siège dans la commune est passé de 170 lors du recensement agricole de 1988  à 67 en 2000 puis à 33 en 2010 et enfin à 23 en 2020, soit une baisse de 86 % en 32 ans. Le même mouvement est observé à l'échelle du département qui a perdu pendant cette période 67 % de ses exploitations,. La surface agricole utilisée sur la commune a quant à elle augmenté, passant de 513 ha en 1988 à 513 ha en 2020. Parallèlement la surface agricole utilisée moyenne par exploitation a augmenté, passant de 3 à 22 ha.

## Toponymie
La commune a été connue sous les variantes : de Gigeano (1095), in terminio de Gigano (1115), castro quod vocatur Gijanum (1115), castrum de Gigano (1125), etc.
Le nom dérive d'un domaine gallo-romain, gentilice latin Gigius + suffixe -anum.

## Histoire

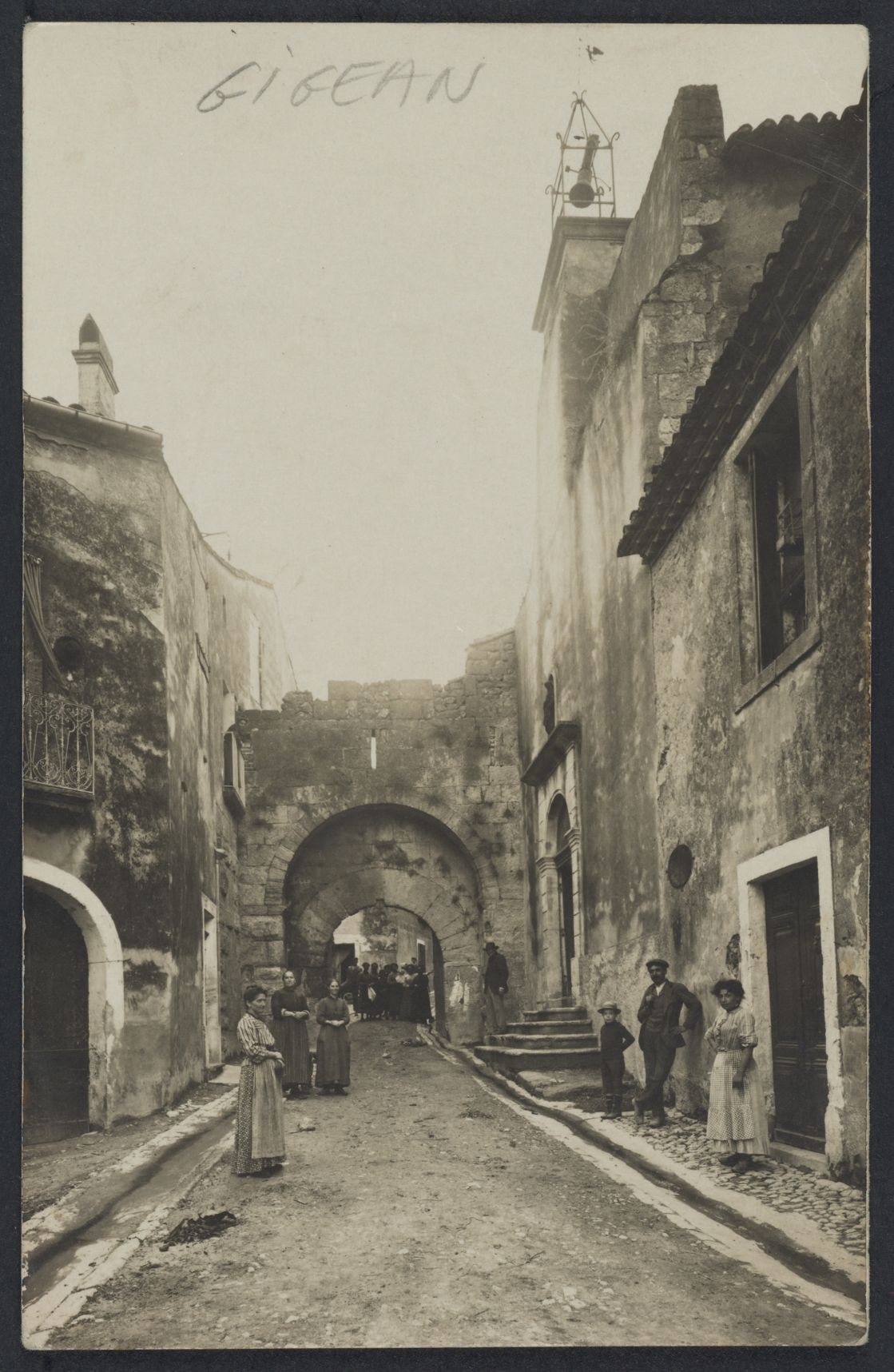
Carte postale de la rue de la chapelle (fin XIXe siècle - début XXe siècle)

Un site archéologique enregistré à l'INPN se trouve sur la commune : La Clau III.
Gigean fut longtemps le séjour estival des évêques de Montpellier.[réf. nécessaire]
Lors de la Révolution française, les citoyens de la commune se réunissent au sein de la société révolutionnaire, baptisée « société populaire » en l’an II.

## Politique et administration

### Tendances politiques et résultats
| Scrutin             | Scrutin             | 1er tour | 1er tour | 1er tour | 1er tour | 1er tour    | 1er tour | 1er tour | 1er tour   | 1er tour | 1er tour | 1er tour   | 1er tour | 2d tour | 2d tour | 2d tour | 2d tour | 2d tour | 2d tour |
| Scrutin             | Scrutin             | 1er      | 1er      | %        | 2e       | 2e          | %        | 3e       | 3e         | %        | 4e       | 4e         | %        | 1er     | 1er     | %       | 2e      | 2e      | %       |
| ------------------- | ------------------- | -------- | -------- | -------- | -------- | ----------- | -------- | -------- | ---------- | -------- | -------- | ---------- | -------- | ------- | ------- | ------- | ------- | ------- | ------- |
| Présidentielle 2017 | Présidentielle 2017 |          | FN       | 34,45    |          | LFI         | 23,27    |          | EM         | 16,43    |          | LR         | 11,93    |         | FN      | 50,43   |         | EM      | 49,57   |
| Présidentielle 2022 | Présidentielle 2022 |          | RN       | 32,81    |          | LFI         | 21,85    |          | LREM       | 19,99    |          | REC        | 8,60     |         | RN      | 55,25   |         | LREM    | 44,75   |
| Législatives 2022   | 4e                  |          | RN       | 34,44    |          | LFI (NUPES) | 22,93    |          | LREM (ENS) | 18,55    |          | PS (diss.) | 4,78     |         | RN      | 58,47   |         | LFI     | 41,53   |
| Législatives 2024   | 4e                  |          | RN       | 49,80    |          | LFI (NFP)   | 28,76    |          | HOR (ENS)  | 17,65    |          | REC        | 2,18     |         | RN      | 58,24   |         | LFI     | 41,76   |

### Liste des maires
| Période   | Période                    | Identité         | Étiquette | Qualité                                                                     |
| --------- | -------------------------- | ---------------- | --------- | --------------------------------------------------------------------------- |
| 1947      | 1950                       | Auguste Valat    |           |                                                                             |
| 1950      | 1953                       | François Brunel  |           |                                                                             |
| 1953      | 1965                       | Louis Montel     | PCF       | Artisan ferrailleur                                                         |
| 1965      | 1971                       | Albert Boudet    |           |                                                                             |
| 1971      | 1976                       | René Ricoeur     |           |                                                                             |
| 1976      | 1983                       | Louis Bonnavenc  |           |                                                                             |
| 1983      | mars 1989                  | René Saquet      |           |                                                                             |
| mars 1989 | mars 2008                  | Henri Barthélemy | PS        |                                                                             |
| mars 2008 | mars 2020                  | Francis Veaute   | SE        | Retraité de l'enseignement vice-président de Sète Agglopôle Méditerranée    |
| mars 2020 | En cours (au 19 juin 2020) | Marcel Stoecklin | DVD       | Retraité de l'enseignement 6e vice-président de Sète Agglopôle Méditerranée |

## Démographie
Au dernier recensement, la commune comptait 6559 habitants.
| 1793 | 1800 | 1806 | 1821  | 1831  | 1836  | 1841  | 1846  | 1851  |
| ---- | ---- | ---- | ----- | ----- | ----- | ----- | ----- | ----- |
| 787  | 894  | 940  | 1 064 | 1 157 | 1 224 | 1 310 | 1 401 | 1 381 |

| 1856  | 1861  | 1866  | 1872  | 1876  | 1881  | 1886  | 1891  | 1896  |
| ----- | ----- | ----- | ----- | ----- | ----- | ----- | ----- | ----- |
| 1 369 | 1 524 | 1 822 | 1 932 | 1 878 | 1 438 | 1 451 | 1 753 | 1 892 |

| 1901  | 1906  | 1911  | 1921  | 1926  | 1931  | 1936  | 1946  | 1954  |
| ----- | ----- | ----- | ----- | ----- | ----- | ----- | ----- | ----- |
| 1 953 | 1 920 | 1 808 | 1 812 | 1 664 | 1 682 | 1 585 | 1 421 | 1 572 |

| 1962  | 1968  | 1975  | 1982  | 1990  | 1999  | 2005  | 2006  | 2010  |
| ----- | ----- | ----- | ----- | ----- | ----- | ----- | ----- | ----- |
| 1 704 | 1 847 | 2 135 | 2 021 | 2 529 | 3 552 | 4 756 | 4 972 | 5 687 |

| 2015  | 2020  | 2022  | - | - | - | - | - | - |
| ----- | ----- | ----- | - | - | - | - | - | - |
| 6 399 | 6 563 | 6 559 | - | - | - | - | - | - |

## Culture locale et patrimoine

### Lieux et monuments
- Abbaye Saint-Félix-de-Montceau : créée au Xe siècle et capitelles (abris en pierres sèches) dans le massif de la Gardiole.

- Église Saint-Géniès de Gigean. Datant du XIIIe siècle.
- Ancienne église Saint-Géniès de Gigean.
- Chapelle des Pénitents blancs de Gigean.

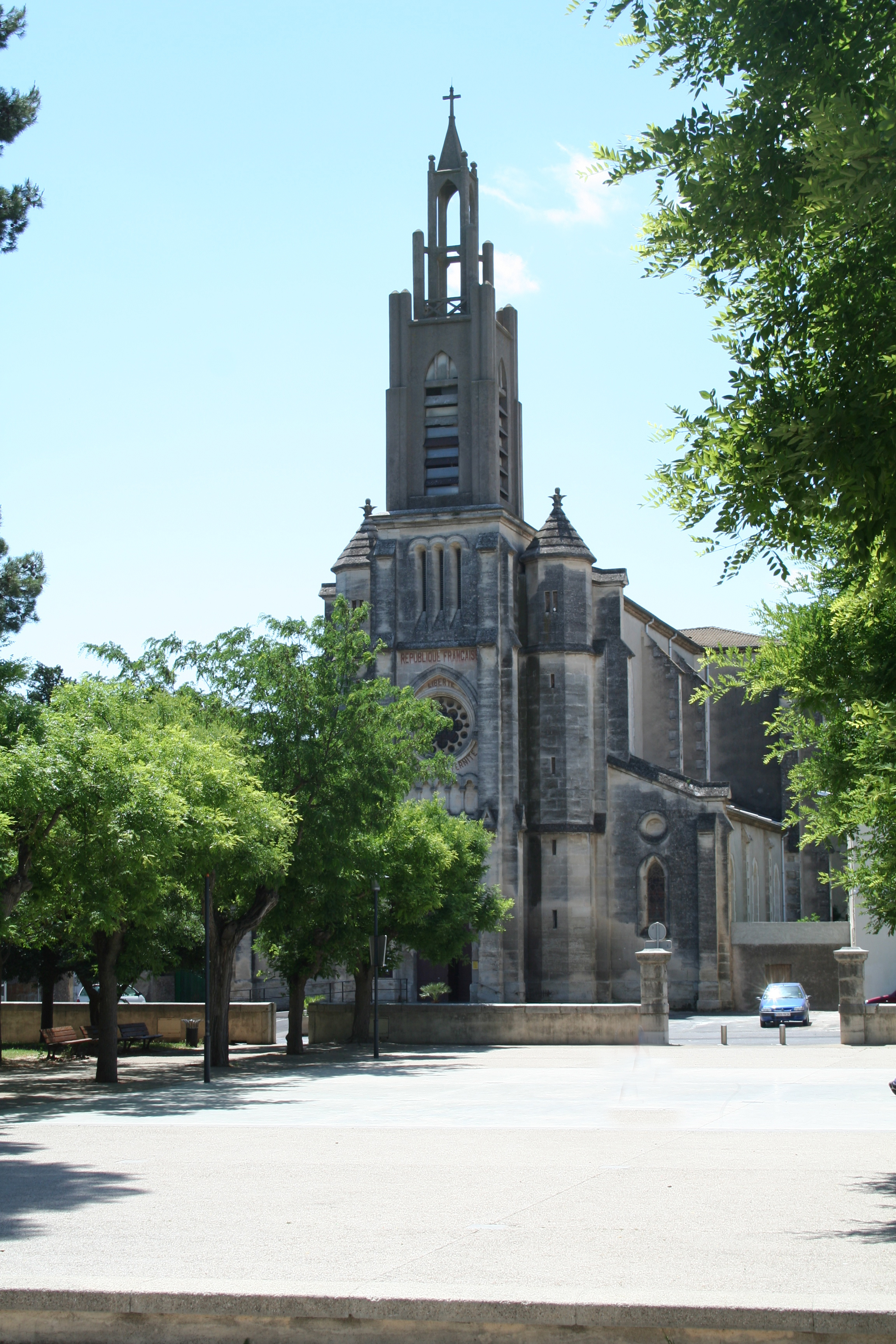
Église Saint-Géniès de Gigean
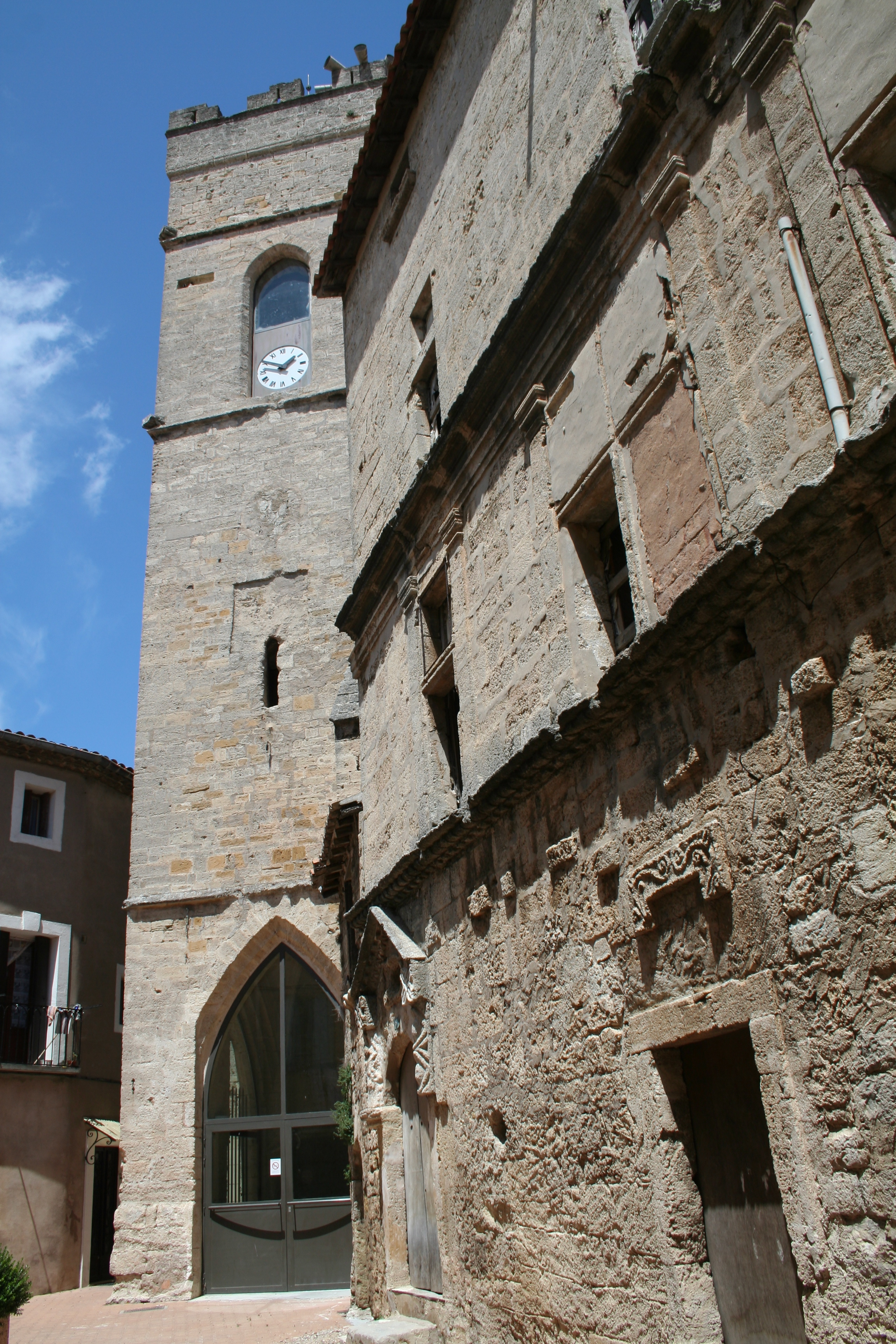
Ancienne église Saint-Géniès de Gigean
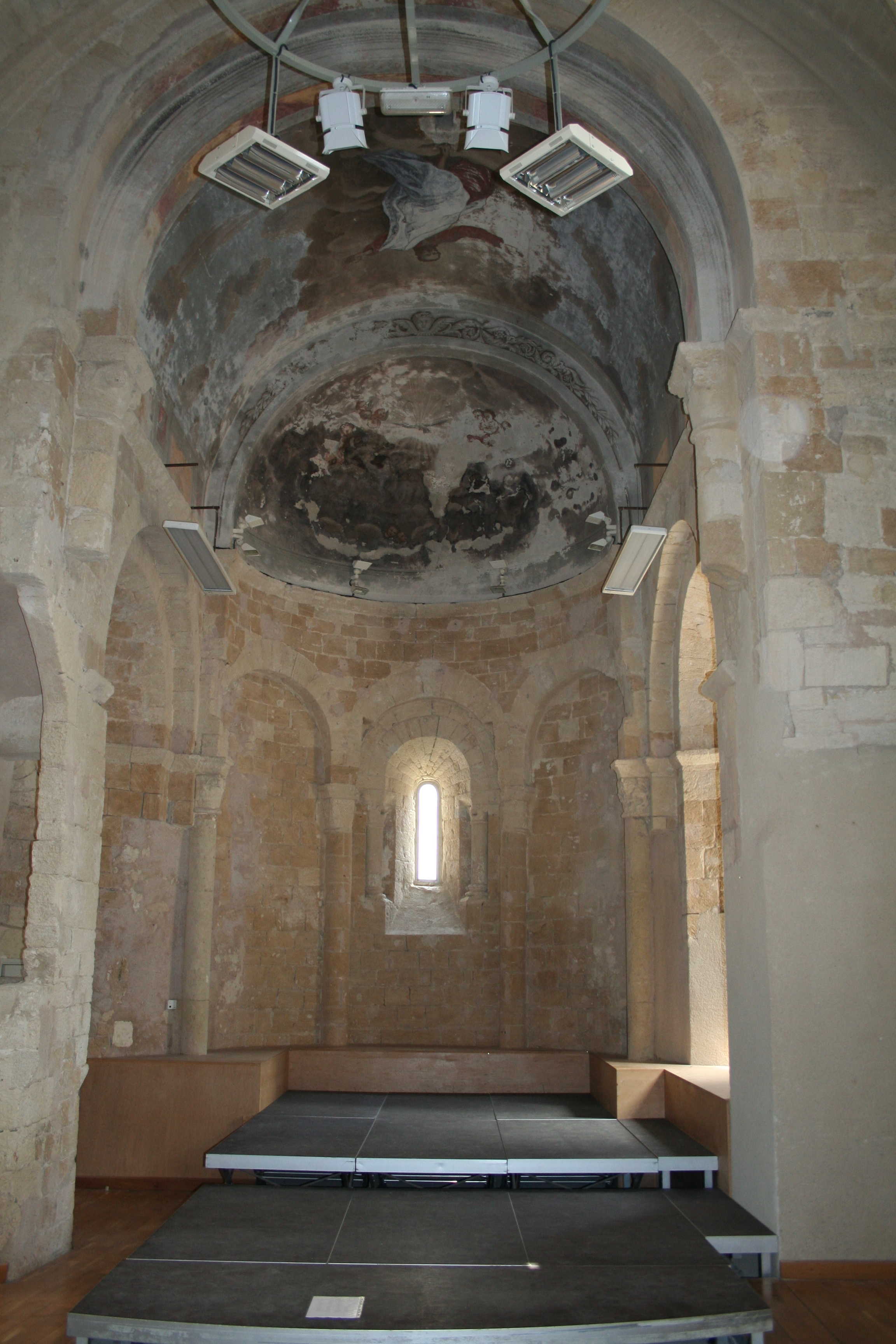
Le chœur de l'ancienne église Saint-Géniès
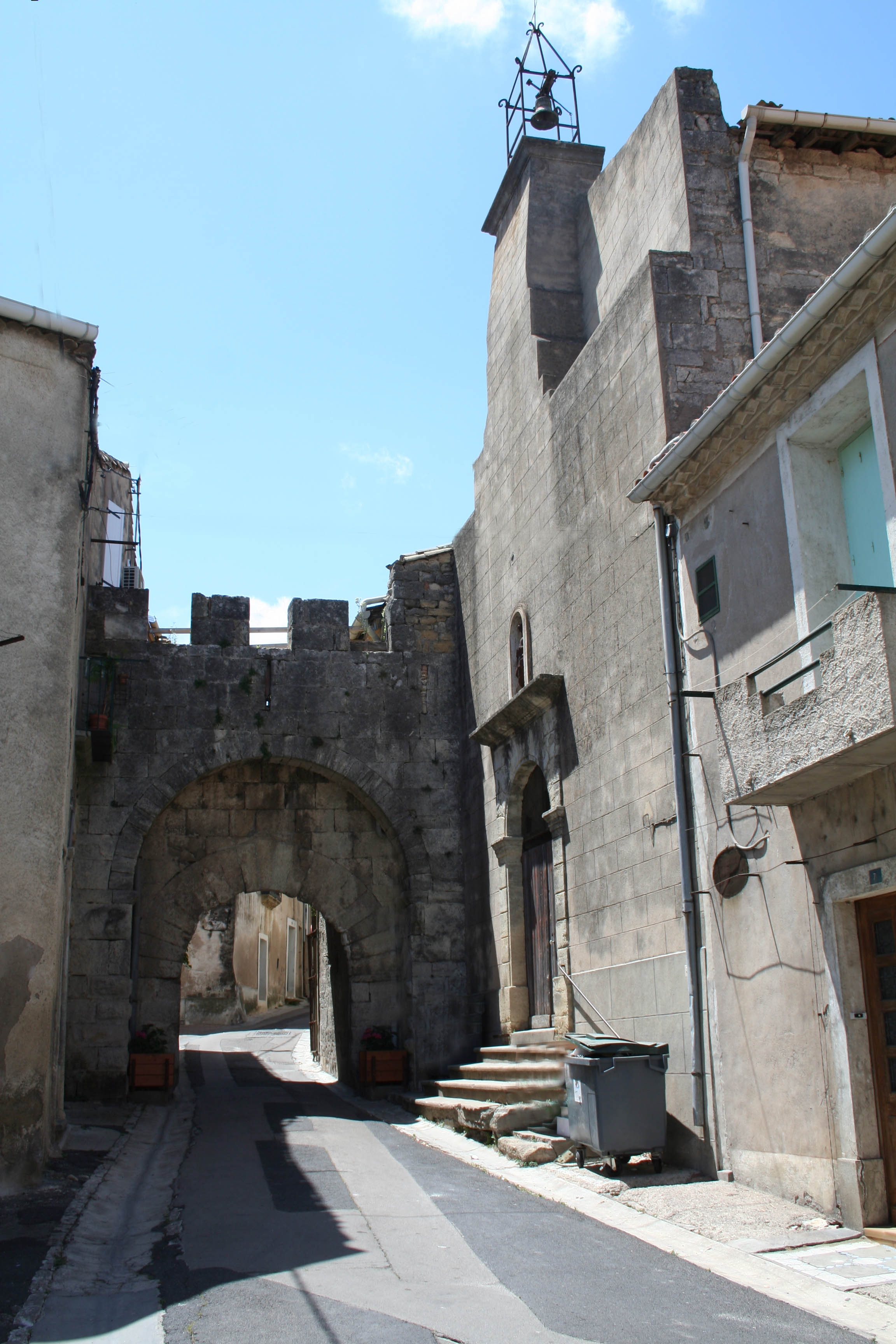
Chapelle des Pénitents blancs de Gigean

### Personnalités liées à la commune
- Félix André Augustin Poujol (1797-1869), écrivain, médecin spécialiste de la chlorose et professeur de médecine pratique à la Faculté de Montpellier, né à Gigean.

### Héraldique
| Blason de Gigean | Blason  | D'argent au lion de gueules.                     |
| Blason de Gigean | Détails | Le statut officiel du blason reste à déterminer. |